# Nanorana parkeri
Nanorana parkeri là một loài ếch thuộc họ Ranidae.
Loài này có ở Trung Quốc, Nepal, có thể cả Bhutan, có thể cả Ấn Độ, và có thể cả Pakistan.
Môi trường sống tự nhiên của chúng là rừng ôn đới, vùng cây bụi ôn đới, vùng đồng cỏ ôn đới, đồng cỏ nhiệt đới hoặc cận nhiệt đới vùng đất cao, sông ngòi, đầm nước, hồ nước ngọt, và đầm nước ngọt.
Chúng hiện đang bị đe dọa vì mất môi trường sống.